# Gatow (Berlino)

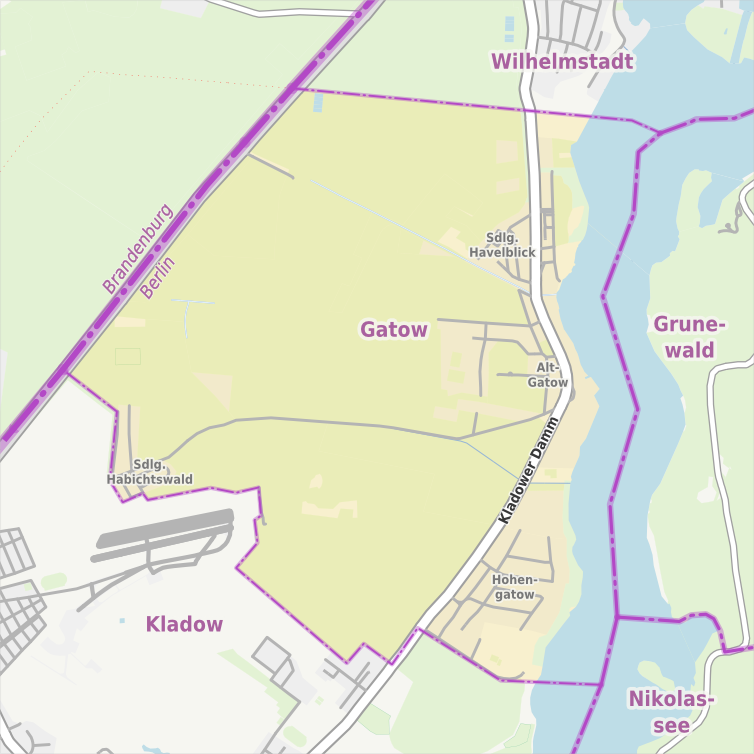
Mappa del quartiere

Gatow è un quartiere di Berlino, appartenente al distretto di Spandau.

## Posizione
Gatow è sito sulla sponda occidentale del fiume Havel, a nord del lago Wannsee e di fronte alla foresta di Grunewald. È una località balneare piuttosto apprezzata dai berlinesi, insieme con la vicina Kladow (a sud).
Il confine settentrionale è il quartiere di Wilhelmstadt, mentre quello occidentale, lambito un tempo dal Muro di Berlino, è col comune di Dallgow-Döberitz, nel Brandeburgo (circondario della Havelland).

## Storia
Già comune autonomo, venne annessa nel 1920 alla "Grande Berlino", venendo assegnata al distretto di Spandau.